# Tanktics
Tanktics est un jeu vidéo de type wargame créé par Chris Crawford. Initialement baptisé Wargy I, le jeu est développé par Chris Crawford en FORTRAN sur un ordinateur IBM 1130 entre mai et septembre 1976. Il le porte ensuite sur KIM-1, puis sur Commodore PET en décembre 1978, cette dernière version étant directement vendue par Chris. Tanktics est ainsi le premier wargame sur micro-ordinateur à être commercialisé et la première copie du jeu est acquise par Bill Henson le 30 décembre 1978. Le jeu est finalement publié par Avalon Hill en 1981 sur TRS-80, Apple II et Atari 8-bit. Le jeu simule des combats de chars sur le front russe pendant la Seconde Guerre mondiale. Le joueur y contrôlé une escouade de char de la Wehrmacht et affronte les blindés de l’armée rouge, deux fois plus nombreux et commandés par l’ordinateur. La partie se déroule sur une carte composée de différents types de terrains incluant des plaines, des forêts, des montagnes et des routes. En début de partie, les unités de l’adversaire sont invisibles au joueur qui doit les repérer avant de pouvoir les attaquer. Le jeu ne propose pas de graphismes et l’écran n’affiche que les déplacements et les résultats des combats. L’interface entre le joueur et l’ordinateur se fait par l’intermédiaire de lignes de commande qui se réfère à une carte imprimée fournie avec le jeu.

## Système de jeu
Tanktics est un wargame qui simule des combats tactiques entre blindés, sur le front de l’Est pendant la Seconde Guerre mondiale. Le jeu ne permet de jouer que contre l’ordinateur. Bien que le jeu se joue sur ordinateur, il n’est pas possible d’observer le déroulement d’une partie autrement qu’en se référant aux plateaux cartonnés inclus dans le packaging du jeu et représentant la carte ou se déroule une partie. Ces plateaux, de 16x18 pouces, sont divisés en cases hexagonales, identifiées par des coordonnées, et en différents types de terrains, dont des forêts, des lacs, des routes et des terrains difficiles. A chaque tour, l’ordinateur transmet au joueur la position des différentes unités et ce dernier peut alors positionner les pions correspondant sur la carte afin de visualiser la situation. Sur chaque pion est indiqué à quel type de tank il correspond ainsi que sa capacité de mouvement. Outre sa vitesse, chaque tank est caractérisé par le calibre de ses armes et par trois types de blindage (arrière, latéral et avant).  Le joueur, qui contrôle les forces allemandes, peut choisirs entre cinq type de tanks dont les Panzer IIIJ et IVH, Panther, Tiger et King Tiger. De leur côté, les froces soviétiques ont accès à six types de tanks dont les T-34, les KV et les JS. Chaque camp a également accès à des armes anti-blindés qui peuvent être utilisée défensivement. Celles-ci fonctionnent comme les blindés mais ne peuvent pas se déplacer. 
Avant de débuter une partie, le joueur sélectionne un scénario puis défini le nombre et le type de tanks qu'il souhaite utiliser. Il définit aussi le type de tank dont dispose l'ordinateur. Ce dernier ne peut disposer que d'un type de tanks, alors que le joueur peut en sélectionner plusieurs différents, mais il se voit attribuer deux fois plus de tanks que le joueur. L'ordinateur détermine ensuite la position des objectifs et des joueurs en fonction du type de scénario. Cinq scénarios différents sont proposés dans le jeu.  Dans le premier, les deux joueurs commencent à  distance de l'objectif et tentent de le capturer. Dans les scénarios deux et trois, un des joueurs défend l'objectif afin d’empêcher son adversaire de le capturer.  Enfin, dans les deux derniers, un des joueurs met en place une ligne de défense que son adversaire doit briser pour atteindre l'objectif.
Le jeu se déroule au tour par tour, le joueur jouant toujours en premier. Au début d'un tour, l'ordinateur affiche la position de tous les tanks du joueur ainsi que celles des tanks ennemis qu'il peut voir. À chaque tour, le joueur peut déplacer ou faire tirer chacun de ses tanks. Le gagnant est déterminé par un système de point qui prend en compte le nombre de tanks détruit, la durée de la partie et la réalisation des objectifs.

## Développement

### Version IBM 1130
En 1974, Chris Crawford, qui est déjà fan de jeu de guerre depuis longtemps, rencontre un employé d'Avalon Hill qui travaille à l'époque sur l'adaptation sur ordinateur d'un des jeux de plateau de l'éditeur, Blitzkrieg. Il pense au départ que ce projet est voué à l'échec, compte tenu notamment de la difficulté de programmé une intelligence artificielle, mais, intrigué par ce projet, il décide un an plus tard de s'attaquer à la résolution des problèmes techniques que posent une telle adaptation,. Après quelques mois de réflexion, il réalise que créer un wargame sur ordinateur est loin d'être aussi complexe que prévu mais abandonne l'idée de se baser sur Blitzkrieg,. Entre mai et septembre 1976, il développe un jeu en FORTRAN sur un ordinateur IBM 1130, qu'il baptise Wargy I et qui est le précurseur de Tanktics,. En décembre 1976, il organise une petite convention dédiée aux wargames dans le collège communautaire du Nebraska dans lequel il enseigne la physique. Plusieurs dizaines de personnes s'y rendent et ont alors l'opportunité de tester Wargy I. Les joueurs ne sont cependant que moyennement impressionné par le jeu qui d'après eux, n'a pas la richesse d'un jeu de plateau classique. Chris Crawford continue ensuite d'améliorer le jeu sur son IBM 1130 mais commence alors à s'intéresser à une nouvelle technologie, les micro-ordinateurs.

### Version KIM-1
Quelques mois après, il s'achète donc un ordinateur KIM-1 et commence à apprendre à programmer dans le langage machine de celui-ci. Après quelques semaines, il est prêt à convertir le code en FORTRAN du jeu original dans le langage machine du KIM-1 mais le kilooctet de mémoire vive de la machine se révèle insuffisant et il doit donc réduire la taille du programme. Pour cela, il réduit la taille du plateau de jeu et se limiter à un seul type de terrain et à un tank pour chaque joueur. Il remplace également la possibilité de jouer contre l'ordinateur par celle de jouer à deux. Cette nouvelle version se révèle amusante mais son auteur ne tarde pas à être frustré par le manque de puissance de la machine ; à l'été 1977, il achète une extension de mémoire pour son KIM-1 qui lui permet de disposer de quatre kilo de mémoire vive. Celle-ci lui permet notamment d'inclure une plus grande carte et huit tanks pour chaque joueurs.

### Version Commodore PET
Au cours de l'été 1978, Chris Crawford fait la démonstration de la version KIM-1 de son jeu lors de plusieurs conventions de joueurs de wargames. La plupart des joueurs sont impressionnés par sa création mais comme pour la précédente version du jeu (sur IBM 1130), des joueurs jugent qu'il n'a pas la richesse d'un jeu de plateau traditionnel et semblent ignorer l'argument de Chris qui affirme que son jeu permet véritablement de jouer « à l'aveugle ». Quelques possesseurs d'un des premiers micro-ordinateurs, le Commodore PET, tentent néanmoins de convaincre Chris Crawford de porter son jeu sur cette nouvelle machine et en septembre, il achète donc un Commodore PET. Contrairement au KIM-1, celui-ci ne peut cependant pas gérer le jeu à deux et il doit donc revenir à la version solo sur IBM 1130. Celle-ci est cependant programmé en FORTRAN, alors que le PET nécessite une programmation en Basic, et il fait donc appel à son ami Dave Menconi pour traduire le code. En parallèle, Chris porte certaines des routines les plus importantes du KIM-1 sur le PET. Programmées en assembleur, celles-ci permettent ainsi au jeu de fonctionner plus rapidement que si elles l'étaient en Basic. Après quelques semaines de développement, il intègre le code de Dave Menconi au sien et après quelques semaines supplémentaires, il parvient à faire fonctionner le jeu.

## Publication
À l'époque, il n'existe pas encore de véritable éditeurs de jeu vidéo et il doit donc le vendre lui-même. Pour cela, il imprime quelques centaines d'exemplaires du plateau de jeu et fabrique ses propres pions de jeu. Il fait ensuite plusieurs copies du jeu sur cassettes, qu'il étiquette à la main, sur son Commodore PET. Il écrit également un manuel, dont il fait des photocopies, et pour la pochette du jeu, il réalise une illustration représentant un Commodore PET avec l'avant et le canon d'un tank qui sortent de son écran. Pour promouvoir le jeu, il prépare sa propre publicité qu'il fait publier, pour 50$, dans deux newsletters consacrée au Commodore PET. La première copie du jeu est acquise par Bill Henson le 30 décembre 1978, ce qui fait de Tanktics le premier wargame sur micro-ordinateur à être commercialisé. Il le vend à l'époque pour quinze dollars (avec un plateau de jeu et des pions) et parvient à en vendre 150 copies.  Compte tenu des 1000 $ que lui a coûté la production et la promotion du jeu, il parvient ainsi à faire ses premiers 1000 $ de bénéfice.

## Réédition
En 1981, alors que Chris Crawford considère Tanktics terminé, il est contacté par Avalon Hill qui lui propose de le publier sur une variété de plateformes. En partant de la version sur Commodore PET, il porte alors le jeu sur Atari et deux de ses amis, Bob Smith et Todd Frye, le portent respectivement sur TRS-80 et sur Apple II. Ces nouvelles version sont publiés fin 1981 par Avalon Hill, dans un packaging professionnel. Le jeu se vend ainsi à plusieurs milliers d'exemplaires et rapporte environ 10 000 dollars à son créateur. 

## Accueil
| Tanktics |      |       |
| Média    | Nat. | Notes |
| Tilt     | FR   | 2/6   |

Dans sa critique de la version Apple II du jeu publié par Avalon Hill, le journaliste Bob Proctor du magazine Computer Gaming World analyse tout d’abord le niveau de l’adversaire contrôlé par l’ordinateur. Il note ainsi que si le manuel du jeu affirme que l’ordinateur ne fait que rarement des erreurs « stupides », il a au contraire pu en observer à plusieurs reprises. Il juge en revanche que celui-ci utilise correctement les protections données par le terrain. Plus globalement, il estime qu’il est au départ difficile de gagner mais qu’avec de la pratique, le jeu se révèle plus facile et qu’il devient alors nécessaire de choisir des tanks plus faibles pour équilibrer la partie. Il met également en avant la présence de plusieurs bugs dans la version Apple II du jeu, même s’il estime que ce problème est atténué par la possibilité offerte par l’éditeur de corrigé directement le programme. Il ajoute également que la version Apple II est a priori la seule à contenir de telles erreurs. Concernant son système de jeu, sa principale critique porte sur la gestion du champ de vision des unités. Il note en effet que cette gestion s’appuie sur des probabilités mais que le programme ne garde pas en mémoire les résultats des tests, ce qui peut faire disparaître un ennemi pourtant détecté par le joueur au tour précédent. En conclusion, il juge que le jeu ne convient ni aux fans de jeux d’arcades, ni aux fans de wargames qui attendent du jeu un niveau de complexité digne des jeux de plateau Panzer ou Squad Leader. Il estime néanmoins que le jeu est très amusant et qu’il convient parfaitement au joueur appréciant un peu d’incertitude et à ceux sachant à quoi s’attendre. Pour Robert Strydio, du magazine Basic Computing, Tanktics est un jeu polyvalent et bien présenté qui est a la fois amusant et difficile, le programme se révélant d’après lui un adversaire à la hauteur.

## Postérité
Tanktics est connu pour être le premier jeu publié par le programmeur Chris Crawford et pour être le premier wargame commercialisé. 
Après avoir publié Tanktics fin 1978, Chris Crawford se lance dans le développement d'un nouveau wargame, baptisé Legionnaire, avant d'être embaucher par Atari pour concevoir des jeux vidéo sur ordinateur,. Pour faire ses preuves, il se voit d'abord confier le développement d'un jeu sur Atari 2600, baptisé Wizard, qui ne sera finalement pas publié. Fin 1980, il est promu à un nouveau poste au sein d'Atari et commence à travailler sur un projet de wargame destiné à promouvoir la fonction de scrolling. Satisfait du résultat, il propose le projet à Strategic Simulations mais l'éditeur ne se montre pas très enthousiaste. Il se lance donc seul dans le développement du jeu, baptisé Eastern Front, qu'il parvient à faire fonctionner fin juin 1981. Il n'est cependant pas satisfait de son gameplay et travail deux mois supplémentaire afin de corriger ce problème. Le jeu est finalement publié par APX (Atari Program Exchange) en août 1981 et connait un important succès commercial. 